# 3587 Descartes
3587 Descartes este un asteroid din centura principală, descoperit pe 8 septembrie 1981 de Liudmila Juravliova.